# Jan Żeleźniak
Jan Marceli Żeleźniak (ur. 25 stycznia 1947) – polski bokser, mistrz Polski.
Zdobył mistrzostwo Polski w wadze lekkiej (do 60 kg) w 1971 oraz brązowy medal w tej samej kategorii wagowej w 1969. Był również mistrzem Polski juniorów w wadze koguciej (do 54 kg) w 1964 i w wadze piórkowej (do 57 kg) w 1965. Zdobył drużynowe mistrzostwo Polski z Turowem Zgorzelec w 1970.
W 1969 i 1971 dwukrotnie wystąpił w reprezentacji Polski, wygrywając obie walki. Czterokrotnie występował w reprezentacji Polski juniorów (dwa zwycięstwa i dwie porażki).
Zwyciężył w wadze lekkiej w Turnieju Przedolimpijskim Polskiego Związku Bokserskiego i Trybuny Ludu w 1967, a także w turnieju „Gryfa Szczecińskiego” w 1972.
Jego starszy brat Leszek również był bokserem i mistrzem Polski.